# Алгабаський сільський округ (Байдібека район)
Алгаба́ський сільський округ (каз. Алғабас ауылдық округі, рос. Алгабасский сельский округ) — адміністративна одиниця у складі району Байдібека Туркестанської області Казахстану. Адміністративний центр — село Шакпак.
Населення — 4140 осіб (2021; 4695 у 2009, 4567 у 1999, 4919 у 1989).
Станом на 1989 рік існувала Алгабаська сільська рада (села Минбулак, Турмис, Усіктас, Шакпак).

## Склад
До складу округу входять такі населені пункти:
| Населений пункт | Колишні назви | Населення, осіб (1989) | Населення, осіб (1999) | Населення, осіб (2009) | Населення, осіб (2021) |
| --------------- | ------------- | ---------------------- | ---------------------- | ---------------------- | ---------------------- |
| Казата, село    | Турмис        | 1325                   | 986                    | 1088                   | 931                    |
| --Дім чабана    | -             | -                      | -                      | -                      | 6                      |
| Танатар, село   | Минбулак      | 303                    | 751                    | 893                    | 847                    |
| --Дім чабана    | -             | -                      | -                      | -                      | 8                      |
| Усіктас, село   | -             | 218                    | 197                    | 54                     | 22                     |
| Шакпак, село    | -             | 3073                   | 2633                   | 2660                   | 2320                   |
| --Дім чабана    | -             | -                      | -                      | -                      | 6                      |